# Luboszyce (Lubusz)
Pour les articles homonymes, voir Luboszyce.
Luboszyce (prononciation : [lubɔˈʂɨt͡sɛ]) est un village polonais de la gmina de Gubin dans le powiat de Krosno Odrzańskie de la voïvodie de Lubusz dans l'ouest de la Pologne.
Il se situe à environ 12 kilomètres au sud de Gubin (siège de la gmina), 34 kilomètres au sud-ouest de Krosno Odrzańskie (siège de le powiat) et 56 kilomètres à l'ouest de Zielona Góra (siège de la diétine régionale).
Le village comptait approximativement une population de 142 habitants  en 2011.

## Histoire
Avant 1945, ce village était sur le territoire de l'Empire allemand dans le Royaume de Prusse dans la province de Brandebourg sous le nom de Liebesitz (voir Évolution territoriale de la Pologne).
De 1975 à 1998, le village appartenait administrativement à la voïvodie de Zielona Góra.

Depuis 1999, il appartient administrativement à la voïvodie de Lubusz